# RSC Anderlecht in het seizoen 2002/03
RSC Anderlecht begon in het seizoen 2002/03 aan zijn eerste jaar onder trainer Hugo Broos. De gewezen speler van Anderlecht kreeg een spelerskern onder zich die amper verschilde van de groep spelers die zijn voorganger een seizoen eerder onder zijn hoede had. De duurste nieuwkomers waren de Australische spits Clayton Zane en de Finse verdediger Hannu Tihinen.
In de competitie ging Anderlecht rustig van start. Het won regelmatig, maar verloor ook belangrijke punten tegen mindere tegenstanders. Al snel werd duidelijk dat Anderlecht met Club Brugge om de titel zou strijden. In december 2002 liep de topper tegen blauw-zwart dan ook uit de hand. In wat later de Match van de Schande werd genoemd slikte Anderlecht twee rode kaarten en verloor het duel met 2-1. Het huis van scheidsrechter Frank De Bleeckere werd achteraf belaagd. De Bleeckere noemde het later de moeilijkste wedstrijd uit zijn carrière. Anderlecht reageerde door de thuiswedstrijd tegen Club Brugge met 5-1 winnen. Blauw-zwart trok uiteindelijk wel aan het langste eind en sloot het seizoen af als kampioen. Anderlecht werd met 8 punten achterstand vicekampioen, voldoende om een seizoen later aan de Champions League deel te nemen.
Broos wist zich met paars-wit te plaatsen voor de 1/8e finales van de UEFA Cup, maar werd daarin uitgeschakeld door het Griekse Panathinaikos. Anderlecht verloor de heenwedstrijd met 3-0 en had in het Astridpark niet genoeg aan een 2-0 zege.
In de beker strandden Broos en zijn ploeg in de kwartfinale. Anderlecht won de heenwedstrijd tegen Sint-Truidense VV met 1-0, maar verloor de terugwedstrijd met dezelfde cijfers. De Kanaries mochten uiteindelijk na strafschoppen door naar de halve finale.

## Spelerskern
| Nr.           | Naam                | Nationaliteit           | Geboortedatum | Vorige club                   |
| ------------- | ------------------- | ----------------------- | ------------- | ----------------------------- |
| Keepers       |                     |                         |               |                               |
| 1             | Filip De Wilde      | België                  | 05-07-1964    | 1996-1998 Sporting Portugal   |
| 23            | Zvonko Milojević    | Joegoslavië             | 30-08-1971    | 1989-1997 Rode Ster Belgrado  |
| 24            | Tristan Peersman    | België                  | 28-09-1979    | 1996-2000 SK Beveren          |
| 25            | Daniel Zitka        | Tsjechië                | 20-06-1976    | 2000-2002 KSC Lokeren         |
| 29            | Željko Pavlović     | Kroatië                 | 02-03-1971    | 1997-2001 LASK Linz           |
| Verdedigers   |                     |                         |               |                               |
| 2             | Aleksandar Ilić     | Joegoslavië             | 20-06-1969    | 1997-2000 Club Brugge         |
| 5             | Glen De Boeck       | België                  | 22-08-1971    | 1992-1995 KV Mechelen         |
| 6             | Michał Żewłakow     | Polen                   | 22-04-1976    | 1999-2002 Excelsior Moeskroen |
| 12            | Olivier Doll        | België                  | 09-06-1973    | 1989-1994 RFC Seraing         |
| 16            | Bertrand Crasson    | België                  | 05-10-1971    | 1996-1998 SSC Napoli          |
| 30            | Hannu Tihinen       | België                  | 01-07-1976    | 2001-2002 Viking Stavanger    |
| 33            | Olivier Deschacht   | België                  | 16-02-1981    | /                             |
| 34            | Lamine Traoré       | Burkina Faso            | 10-06-1982    | /                             |
| Middenvelders |                     |                         |               |                               |
| 4             | Yves Vanderhaeghe   | België                  | 30-01-1970    | 1998-2000 Excelsior Moeskroen |
| 10            | Walter Baseggio     | België / Italië         | 19-08-1978    | /                             |
| 11            | Martin Kolář        | Tsjechië                | 18-09-1983    | 2001-2002 Bohemians Praag     |
| 14            | Marc Hendrikx       | België                  | 02-07-1974    | 1992-1997 Lommel SK           |
| 15            | Besnik Hasi         | Albanië                 | 29-12-1971    | 1998-2000 KRC Genk            |
| 31            | Goran Lovre         | Joegoslavië             | 23-03-1982    | /                             |
| 35            | Yasin Karaca        | Turkije / België        | 16-12-1983    | /                             |
| 37            | Junior              | België / Congo-Kinshasa | 01-06-1982    | /                             |
| 45            | Mark De Man         | België                  | 27-04-1983    | /                             |
| Aanvallers    |                     |                         |               |                               |
| 8             | Nenad Jestrović     | Joegoslavië             | 09-05-1976    | 2000-2001 Excelsior Moeskroen |
| 9             | Clayton Zane        | Australië               | 12-07-1977    | 2001-2002 Lillestrøm SK       |
| 18            | Seol Ki-Hyeon       | Zuid-Korea              | 18-01-1979    | 2000-2001 Antwerp FC          |
| 19            | Ivica Mornar        | Kroatië                 | 12-01-1974    | 1998-2001 Standard Luik       |
| 20            | Gilles De Bilde     | België                  | 09-06-1971    | 2001 Aston Villa              |
| 22            | Oleg Iachtchouk     | Oekraïne                | 26-10-1977    | 1994-1996 Nyva Ternopil       |
| 26            | Aruna Dindane       | Ivoorkust               | 26-11-1980    | 1998-2000 ASEC Abidjan        |
| 29            | Denis Calincov      | Moldavië                | 15-09-1985    | 2001-2002 FC Zimbru Chisinau  |
| 43            | Sherjill Mac-Donald | Nederland / Suriname    | 20-11-1984    | /                             |

### Technische staf
| Functie         | Naam               | Nationaliteit |
| --------------- | ------------------ | ------------- |
| Coach           | Hugo Broos         | België        |
| Assistent-coach | Franky Vercauteren | België        |
| Keeperstrainer  | Jacky Munaron      | België        |
| Fysiektrainer   | David Gevaert      | België        |
| Team manager    | Pierre Leroy       | België        |

## Uitrustingen
Shirtsponsor(s): Fortis

Sportmerk: adidas
| Thuis | Uit | Doelman | Doelman | Doelman | Doelman | Doelman |

## Resultaten
Een overzicht van de competities waaraan Anderlecht in het seizoen 2002-2003 deelnam.
| Seizoen 2002/03  | Seizoen 2002/03 | Seizoen 2002/03    |
| Competitie       | Resultaat       | Uitgeschakeld door |
| ---------------- | --------------- | ------------------ |
| Jupiler League   | Vicekampioen    |                    |
| Beker van België | Kwartfinale     | Sint-Truidense VV  |
| UEFA Cup         | 1/8 finale      | Panathinaikos      |

## Transfers

### Zomer
| Naam            | Nationaliteit | Van/naar                 | Type        |
| --------------- | ------------- | ------------------------ | ----------- |
| Inkomend        |               |                          |             |
| Denis Calincov  | Moldavië      | FC Zimbru Chisinau       | Gekocht     |
| Mark De Man     | België        | RSC Anderlecht           | Eigen jeugd |
| Martin Kolář    | Tsjechië      | Bohemians Praag          | Gekocht     |
| Hannu Tihinen   | Finland       | Viking Stavanger         | Gekocht     |
| Clayton Zane    | Australië     | Lillestrøm SK            | Gekocht     |
| Michał Żewłakow | Polen         | Excelsior Moeskroen      | Gekocht     |
| Daniel Zitka    | Tsjechië      | KSC Lokeren              | Gekocht     |
| Uitgaand        |               |                          |             |
| Melvin Fleur    | Nederland     | RBC Roosendaal           | Verkocht    |
| Yasin Karaca    | Turkije       | De Graafschap            | Uitgeleend  |
| Kevin Nicolay   | België        | De Graafschap            | Uitgeleend  |
| Stijn Meert     | België        | Zulte Waregem            | Verkocht    |
| Alin Stoica     | Roemenië      | Club Brugge              | Verkocht    |
| Joris Van Hout  | België        | Borussia Mönchengladbach | Verkocht    |
| Ode Thompson    | Nigeria       | La Louvière              | Uitgeleend  |

### Winter
| Naam            | Nationaliteit | Van/naar          | Type                 |
| --------------- | ------------- | ----------------- | -------------------- |
| Inkomend        |               |                   |                      |
| Yasin Karaca    | Turkije       | De Graafschap     | Terug van uitgeleend |
| Uitgaand        |               |                   |                      |
| Tarek El Saïd   | Egypte        | Zamalek SC        | Uitgeleend           |
| Davy Oyen       | België        | Nottingham Forest | Verkocht             |
| Emmanuel Pirard | België        | RCS Visé          | Verkocht             |

## Competitie

### Wedstrijden
| Wedstrijddetails | Thuisploeg                                                                              | Uitslag                                               | Uitploeg                                                    | Opstelling | Kaarten                                                                                 |
| --- | --------------------------------------------------------------------------------------- | ----------------------------------------------------- | ----------------------------------------------------------- | --- | --------------------------------------------------------------------------------------- |
| Heenronde |                                                                                         |                                                       |                                                             | |                                                                                         |
| 10 augustus 2002 20:00 't Kuipje Westerlo Ref.: Frank De Bleeckere Toeschouwers: 9.000                               | KVC Westerlo                                                                            | 0 – 2                                                 | Anderlecht                                                  | De Wilde Hendrikx, De Boeck , Tihinen, Żewłakow Mornar (77' Crasson), Baseggio, Vanderhaeghe, Kolář (83' Zane) De Bilde, Seol 4–4–2 vlak | 10' Hendrikx                                                                            |
| 10 augustus 2002 20:00 't Kuipje Westerlo Ref.: Frank De Bleeckere Toeschouwers: 9.000                               |                                                                                         | 0 – 1 0 – 2                                           | 35' Seol 88' (e.d.) Verheyen                                | De Wilde Hendrikx, De Boeck , Tihinen, Żewłakow Mornar (77' Crasson), Baseggio, Vanderhaeghe, Kolář (83' Zane) De Bilde, Seol 4–4–2 vlak | 10' Hendrikx                                                                            |
| 17 augustus 2002 20:00 Constant Vanden Stockstadion Brussel (Anderlecht) Ref.: Eric Blareau Toeschouwers: 24.278     | Anderlecht                                                                              | 4 – 1                                                 | KV Mechelen                                                 | De Wilde Hendrikx, De Boeck , Tihinen, Żewłakow Mornar (77' Crasson), Baseggio, Vanderhaeghe, Kolář (69' Zane) De Bilde (87' Jestrović), Seol 4–4–2 vlak | 41' De Bilde                                                                            |
| 17 augustus 2002 20:00 Constant Vanden Stockstadion Brussel (Anderlecht) Ref.: Eric Blareau Toeschouwers: 24.278     | Mornar 15' De Bilde 19' Seol 40' Seol 57'                                               | 1 – 0 2 – 0 2 – 1 3 – 1 4 – 1                         | 28' Viscaal                                                 | De Wilde Hendrikx, De Boeck , Tihinen, Żewłakow Mornar (77' Crasson), Baseggio, Vanderhaeghe, Kolář (69' Zane) De Bilde (87' Jestrović), Seol 4–4–2 vlak | 41' De Bilde                                                                            |
| 24 augustus 2002 18:00 Sclessin Luik Ref.: Luc Huyghe Toeschouwers: 20.000                                           | Standard Luik                                                                           | 0 – 2                                                 | Anderlecht                                                  | De Wilde Hendrikx, De Boeck , Tihinen, Żewłakow (64' Deschacht) Mornar, Baseggio, Vanderhaeghe, Kolář (74' Crasson) De Bilde (80' Zane), Seol 4–4–2 vlak | 47' De Boeck                                                                            |
| 24 augustus 2002 18:00 Sclessin Luik Ref.: Luc Huyghe Toeschouwers: 20.000                                           |                                                                                         | 0 – 1 0 – 2                                           | 50' Seol 90' Zane                                           | De Wilde Hendrikx, De Boeck , Tihinen, Żewłakow (64' Deschacht) Mornar, Baseggio, Vanderhaeghe, Kolář (74' Crasson) De Bilde (80' Zane), Seol 4–4–2 vlak | 47' De Boeck                                                                            |
| 31 augustus 2002 18:00 Constant Vanden Stockstadion Brussel (Anderlecht) Ref.: Peter Vervecken Toeschouwers: 24.892  | Anderlecht                                                                              | 2 – 2                                                 | KAA Gent                                                    | De Wilde Hendrikx, De Boeck , Tihinen, Żewłakow Mornar, Baseggio, Vanderhaeghe, Kolář (68' Zane) De Bilde (84' Jestrović), Seol 4–4–2 vlak | 49' Kolář                                                                               |
| 31 augustus 2002 18:00 Constant Vanden Stockstadion Brussel (Anderlecht) Ref.: Peter Vervecken Toeschouwers: 24.892  | Seol 19' Seol 43'                                                                       | 0 – 1 1 – 1 2 – 1 2 – 2                               | 7' Kaklamanos 47' (pen) Vanić                               | De Wilde Hendrikx, De Boeck , Tihinen, Żewłakow Mornar, Baseggio, Vanderhaeghe, Kolář (68' Zane) De Bilde (84' Jestrović), Seol 4–4–2 vlak | 49' Kolář                                                                               |
| 15 september 2002 15:00 Bosuilstadion Antwerpen (Deurne) Ref.: Johny Ver Eecke Toeschouwers: 11.000                  | Antwerp                                                                                 | 2 – 1                                                 | Anderlecht                                                  | Zitka Hendrikx (79' Crasson), De Boeck , Tihinen, Żewłakow Mornar, Baseggio, Vanderhaeghe, Kolář (85' Zane) De Bilde (71' MacDonald), Seol 4–4–2 vlak | 34' De Bilde 41' De Boeck 80' Mornar                                                    |
| 15 september 2002 15:00 Bosuilstadion Antwerpen (Deurne) Ref.: Johny Ver Eecke Toeschouwers: 11.000                  | Goots 47' Goots 83'                                                                     | 0 – 1 1 – 1 2 – 1                                     | 21' Żewłakow                                                | Zitka Hendrikx (79' Crasson), De Boeck , Tihinen, Żewłakow Mornar, Baseggio, Vanderhaeghe, Kolář (85' Zane) De Bilde (71' MacDonald), Seol 4–4–2 vlak | 34' De Bilde 41' De Boeck 80' Mornar                                                    |
| 23 september 2002 20:00 Constant Vanden Stockstadion Brussel (Anderlecht) Ref.: Serge Gumienny Toeschouwers: 22.846  | Anderlecht                                                                              | 6 – 3                                                 | Excelsior Moeskroen                                         | Zitka Hendrikx, Tihinen, Ilić, Żewłakow Mornar (82' MacDonald), Baseggio , Vanderhaeghe, Seol De Bilde (72' Kolář), Zane 4–4–2 vlak | 35' Zane 38' Baseggio                                                                   |
| 23 september 2002 20:00 Constant Vanden Stockstadion Brussel (Anderlecht) Ref.: Serge Gumienny Toeschouwers: 22.846  | Baseggio 6' Tihinen 30' Mornar 35' Zane 61' Mornar 76' Mornar 80'                       | 0 – 1 1 – 1 2 – 1 3 – 1 3 – 2 4 – 2 4 – 3 5 – 3 6 – 3 | 4' Mpenza 59' Bakadal 68' De Vleeschauwer                   | Zitka Hendrikx, Tihinen, Ilić, Żewłakow Mornar (82' MacDonald), Baseggio , Vanderhaeghe, Seol De Bilde (72' Kolář), Zane 4–4–2 vlak | 35' Zane 38' Baseggio                                                                   |
| 27 september 2002 20:00 Stade du Pays de Charleroi Charleroi Ref.: Luc Huyghe Toeschouwers: 14.166                   | Sporting Charleroi                                                                      | 1 – 3                                                 | Anderlecht                                                  | Zitka Hendrikx, Tihinen, Ilić, Żewłakow Mornar (79' MacDonald), Baseggio (84' Kolář), Vanderhaeghe, Seol De Bilde (81' Hasi), Zane 4–4–2 vlak | 78' Zitka                                                                               |
| 27 september 2002 20:00 Stade du Pays de Charleroi Charleroi Ref.: Luc Huyghe Toeschouwers: 14.166                   | Dufer 78' (pen)                                                                         | 0 – 1 0 – 2 1 – 2 1 – 3                               | 12' Seol 22' Baseggio 81' Baseggio                          | Zitka Hendrikx, Tihinen, Ilić, Żewłakow Mornar (79' MacDonald), Baseggio (84' Kolář), Vanderhaeghe, Seol De Bilde (81' Hasi), Zane 4–4–2 vlak | 78' Zitka                                                                               |
| 6 oktober 2002 20:00 Constant Vanden Stockstadion Brussel (Anderlecht) Ref.: Paul Allaerts Toeschouwers: 24.822      | Anderlecht                                                                              | 1 – 1                                                 | KRC Genk                                                    | De Wilde Hendrikx, De Boeck , Tihinen, Żewłakow (89' Ilić) MacDonald, Baseggio, Vanderhaeghe, Kolář De Bilde (72' Aruna), Seol 4–4–2 vlak | 28' De Boeck 69' Vanderhaeghe                                                           |
| 6 oktober 2002 20:00 Constant Vanden Stockstadion Brussel (Anderlecht) Ref.: Paul Allaerts Toeschouwers: 24.822      | De Bilde 37'                                                                            | 1 – 0 1 – 1                                           | 56' Sonck                                                   | De Wilde Hendrikx, De Boeck , Tihinen, Żewłakow (89' Ilić) MacDonald, Baseggio, Vanderhaeghe, Kolář De Bilde (72' Aruna), Seol 4–4–2 vlak | 28' De Boeck 69' Vanderhaeghe                                                           |
| 19 oktober 2002 20:00 Constant Vanden Stockstadion Brussel (Anderlecht) Ref.: Eric Blareau Toeschouwers: 23.850      | Anderlecht                                                                              | 2 – 1                                                 | Bergen                                                      | De Wilde Hendrikx, Tihinen (90' Crasson), Ilić, Żewłakow MacDonald (46' Zane), Baseggio , Vanderhaeghe, Kolář (46' Aruna) De Bilde, Seol 4–4–2 vlak | 50' Tihinen 78' Seol                                                                    |
| 19 oktober 2002 20:00 Constant Vanden Stockstadion Brussel (Anderlecht) Ref.: Eric Blareau Toeschouwers: 23.850      | Ilić 53' Ciobotariu 80' (e.d.)                                                          | 1 – 0 1 – 1 2 – 1                                     | 67' La Placa                                                | De Wilde Hendrikx, Tihinen (90' Crasson), Ilić, Żewłakow MacDonald (46' Zane), Baseggio , Vanderhaeghe, Kolář (46' Aruna) De Bilde, Seol 4–4–2 vlak | 50' Tihinen 78' Seol                                                                    |
| 7 december 2002 15:00 Jan Breydelstadion Brugge (Sint-Andries) Ref.: Frank De Bleeckere Toeschouwers: 26.305         | Club Brugge                                                                             | 2 – 1                                                 | Anderlecht                                                  | De Wilde Crasson, De Boeck , Tihinen, Deschacht (84' De Bilde) Vanderhaeghe, Żewłakow Aruna (58' Hendrikx), Baseggio, Seol Jestrović 4–2–3–1 | 45' Crasson 49' De Boeck 51' Jestrović 53' Aruna 66' Hendrikx 77' Vanderhaeghe 79' Seol |
| 7 december 2002 15:00 Jan Breydelstadion Brugge (Sint-Andries) Ref.: Frank De Bleeckere Toeschouwers: 26.305         | De Cock 62' Clement 77'                                                                 | 0 – 1 1 – 1 2 – 1                                     | 44' Crasson                                                 | De Wilde Crasson, De Boeck , Tihinen, Deschacht (84' De Bilde) Vanderhaeghe, Żewłakow Aruna (58' Hendrikx), Baseggio, Seol Jestrović 4–2–3–1 | 45' Crasson 49' De Boeck 51' Jestrović 53' Aruna 66' Hendrikx 77' Vanderhaeghe 79' Seol |
| 4 november 2002 20:00 Constant Vanden Stockstadion Brussel (Anderlecht) Ref.: Peter Vervecken Toeschouwers: 23.459   | Anderlecht                                                                              | 1 – 2                                                 | Lierse                                                      | Zitka Hendrikx, De Boeck , Tihinen, Ilić Aruna, Hasi, Vanderhaeghe, Seol De Bilde, Zane (76' Kolář) 4–4–2 vlak | 53' De Bilde 82' De Boeck                                                               |
| 4 november 2002 20:00 Constant Vanden Stockstadion Brussel (Anderlecht) Ref.: Peter Vervecken Toeschouwers: 23.459   | Seol 21'                                                                                | 1 – 0 1 – 1 1 – 2                                     | 22' Schaessens 90' Huysegems                                | Zitka Hendrikx, De Boeck , Tihinen, Ilić Aruna, Hasi, Vanderhaeghe, Seol De Bilde, Zane (76' Kolář) 4–4–2 vlak | 53' De Bilde 82' De Boeck                                                               |
| 8 november 2002 20:00 Staaien Sint-Truiden Ref.: Johny Ver Eecke Toeschouwers: 11.000                                | STVV                                                                                    | 3 – 1                                                 | Anderlecht                                                  | Zitka Crasson, De Boeck , Tihinen, Ilić Lovre (83' MacDonald), Baseggio, Vanderhaeghe, Aruna Seol, Jestrović 4–4–2 vlak | 47' Baseggio 63' Aruna                                                                  |
| 8 november 2002 20:00 Staaien Sint-Truiden Ref.: Johny Ver Eecke Toeschouwers: 11.000                                | Vrancken 55' Mbonabucya 76' Vangeel 84'                                                 | 0 – 1 1 – 1 2 – 1 3 – 1                               | 44' Tihinen                                                 | Zitka Crasson, De Boeck , Tihinen, Ilić Lovre (83' MacDonald), Baseggio, Vanderhaeghe, Aruna Seol, Jestrović 4–4–2 vlak | 47' Baseggio 63' Aruna                                                                  |
| 22 november 2002 20:30 Constant Vandenstockstadion Brussel (Anderlecht) Ref.: Serge Gumienny Toeschouwers: 23.399    | Anderlecht                                                                              | 2 – 0                                                 | Lokeren SNW                                                 | Zitka Crasson, De Boeck , Tihinen, Ilić Vanderhaeghe, Żewłakow Aruna (83' Hendrikx), Baseggio, De Bilde (78' Seol) Jestrović 4–2–3–1 | 25' De Bilde                                                                            |
| 22 november 2002 20:30 Constant Vandenstockstadion Brussel (Anderlecht) Ref.: Serge Gumienny Toeschouwers: 23.399    | De Bilde 54' Jestrović 56'                                                              | 1 – 0 2 – 0                                           |                                                             | Zitka Crasson, De Boeck , Tihinen, Ilić Vanderhaeghe, Żewłakow Aruna (83' Hendrikx), Baseggio, De Bilde (78' Seol) Jestrović 4–2–3–1 | 25' De Bilde                                                                            |
| 1 december 2002 15:00 Het Kiel Antwerpen (Wilrijk) Ref.: Paul Allaerts Toeschouwers: 10.500                          | Germinal Beerschot                                                                      | 1 – 2                                                 | Anderlecht                                                  | Zitka Crasson , Tihinen, Ilić, Żewłakow Aruna (85' Deschacht), Baseggio (50' Hasi), Vanderhaeghe, Hendrikx Seol, Jestrović 4–4–2 vlak | 51' Hasi                                                                                |
| 1 december 2002 15:00 Het Kiel Antwerpen (Wilrijk) Ref.: Paul Allaerts Toeschouwers: 10.500                          | Quansah 40'                                                                             | 0 – 1 1 – 1 1 – 2                                     | 33' Hendrikx 64' (pen) Jestrović                            | Zitka Crasson , Tihinen, Ilić, Żewłakow Aruna (85' Deschacht), Baseggio (50' Hasi), Vanderhaeghe, Hendrikx Seol, Jestrović 4–4–2 vlak | 51' Hasi                                                                                |
| 4 december 2002 20:30 Constant Vanden Stockstadion Brussel (Anderlecht) Ref.: Claude Bourdouxhe Toeschouwers: 21.800 | Anderlecht                                                                              | 2 – 1 later 0 – 0                                     | Lommel                                                      | Zitka Crasson , Tihinen, Ilić, Żewłakow Aruna, Hasi (64' MacDonald), Vanderhaeghe, Hendrikx (46' Kolář) De Bilde, Seol 4–4–2 vlak |                                                                                         |
| 4 december 2002 20:30 Constant Vanden Stockstadion Brussel (Anderlecht) Ref.: Claude Bourdouxhe Toeschouwers: 21.800 | Vanderhaeghe 65' Kolář 71'                                                              | 0 – 1 1 – 1 2 – 1                                     | 35' Tankary                                                 | Zitka Crasson , Tihinen, Ilić, Żewłakow Aruna, Hasi (64' MacDonald), Vanderhaeghe, Hendrikx (46' Kolář) De Bilde, Seol 4–4–2 vlak |                                                                                         |
| 15 december 2002 20:30 Tivoli La Louvière Ref.: Eddie Vermeirsch Toeschouwers: 5.500                                 | La Louvière                                                                             | 1 – 2                                                 | Anderlecht                                                  | Zitka Crasson , Tihinen (89' Traoré), Ilić, Deschacht Vanderhaeghe, Żewłakow (83' Hasi) Aruna (83' Hendrikx), Baseggio, Hendrikx (46' De Bilde) Seol 4–2–3–1 | 90' Ilić                                                                                |
| 15 december 2002 20:30 Tivoli La Louvière Ref.: Eddie Vermeirsch Toeschouwers: 5.500                                 | Magro 43'                                                                               | 1 – 0 1 – 1 1 – 2                                     | 65' Baseggio 75' Aruna                                      | Zitka Crasson , Tihinen (89' Traoré), Ilić, Deschacht Vanderhaeghe, Żewłakow (83' Hasi) Aruna (83' Hendrikx), Baseggio, Hendrikx (46' De Bilde) Seol 4–2–3–1 | 90' Ilić                                                                                |
| 21 december 2002 20:00 Constant Vanden Stockstadion Brussel (Anderlecht) Ref.: Serge Gumienny Toeschouwers: 23.442   | Anderlecht                                                                              | 7 – 1                                                 | KSK Beveren                                                 | Zitka Crasson (56' Traoré), De Boeck , Ilić, Deschacht Vanderhaeghe, Żewłakow Aruna, Baseggio (80' Hasi), Seol Jestrović (76' Mornar) 4–2–3–1 | 30' Deschacht 43' Aruna                                                                 |
| 21 december 2002 20:00 Constant Vanden Stockstadion Brussel (Anderlecht) Ref.: Serge Gumienny Toeschouwers: 23.442   | Seol 27' Baseggio 28' Jestrović 45' Jestrović 74' Jestrović 75' De Boeck 78' Mornar 89' | 1 – 0 2 – 0 3 – 0 3 – 1 4 – 1 5 – 1 6 – 1 7 – 1       | 56' Wostijn                                                 | Zitka Crasson (56' Traoré), De Boeck , Ilić, Deschacht Vanderhaeghe, Żewłakow Aruna, Baseggio (80' Hasi), Seol Jestrović (76' Mornar) 4–2–3–1 | 30' Deschacht 43' Aruna                                                                 |
| Terugronde |                                                                                         |                                                       |                                                             | |                                                                                         |
| 19 januari 2003 15:00 Constant Vanden Stockstadion Brussel (Anderlecht) Ref.: Claude Bourdouxhe Toeschouwers: 21.475 | Anderlecht                                                                              | 0 – 2                                                 | KVC Westerlo                                                | Zitka Crasson, De Boeck , Ilić, Żewłakow (46' Deschacht) Lovre (71' De Bilde), Baseggio, Vanderhaeghe, Seol Mornar, Jestrović 4–4–2 vlak | Lovre                                                                                   |
| 19 januari 2003 15:00 Constant Vanden Stockstadion Brussel (Anderlecht) Ref.: Claude Bourdouxhe Toeschouwers: 21.475 |                                                                                         | 0 – 1 0 – 2                                           | 31' Wagemakers 84' Dosunmu                                  | Zitka Crasson, De Boeck , Ilić, Żewłakow (46' Deschacht) Lovre (71' De Bilde), Baseggio, Vanderhaeghe, Seol Mornar, Jestrović 4–4–2 vlak | Lovre                                                                                   |
| 25 januari 2003 20:00 Achter de Kazerne Mechelen Ref.: Serge Gumienny Toeschouwers: 7.500                            | KV Mechelen                                                                             | 0 – 2                                                 | Anderlecht                                                  | Zitka Crasson, De Boeck Ilić, Deschacht Lovre, Baseggio, Vanderhaeghe, Seol Mornar (64' De Bilde), Jestrović (89' Hendrikx)) 4–4–2 vlak | 34' Vanderhaeghe 61' Mornar 90+2' Lovre                                                 |
| 25 januari 2003 20:00 Achter de Kazerne Mechelen Ref.: Serge Gumienny Toeschouwers: 7.500                            |                                                                                         | 0 – 1 0 – 2                                           | 37' Baseggio 90' Seol                                       | Zitka Crasson, De Boeck Ilić, Deschacht Lovre, Baseggio, Vanderhaeghe, Seol Mornar (64' De Bilde), Jestrović (89' Hendrikx)) 4–4–2 vlak | 34' Vanderhaeghe 61' Mornar 90+2' Lovre                                                 |
| 13 april 2003 20:00 Constant Vanden Stockstadion Brussel (Anderlecht) Ref.: Paul Allaerts Toeschouwers: 25.624       | Anderlecht                                                                              | 2 – 1                                                 | Standard Luik                                               | Zitka Doll, De Boeck (87' Żewłakow), Ilić, Deschacht Lovre, Baseggio, Hasi, Kolář (70' Seol) Aruna, Jestrović 4–4–2 vlak | 76' Baseggio 76' Hasi                                                                   |
| 13 april 2003 20:00 Constant Vanden Stockstadion Brussel (Anderlecht) Ref.: Paul Allaerts Toeschouwers: 25.624       | Lovre 33' Jestrović 61'                                                                 | 1 – 0 2 – 0 2 – 1                                     | 90' Vandooren                                               | Zitka Doll, De Boeck (87' Żewłakow), Ilić, Deschacht Lovre, Baseggio, Hasi, Kolář (70' Seol) Aruna, Jestrović 4–4–2 vlak | 76' Baseggio 76' Hasi                                                                   |
| 9 februari 2003 13:00 Jules Ottenstadion Gent (Gentbrugge) Ref.: Peter Vervecken Toeschouwers: 10.250                | KAA Gent                                                                                | 0 – 2                                                 | Anderlecht                                                  | Zitka Crasson, De Boeck , Ilić, Deschacht Lovre, Baseggio (88' MacDonald), Hasi, Seol Mornar (85' De Bilde), Jestrović (80' Kolář) 4–4–2 vlak | 43' Baseggio 57' Hasi 81' Deschacht                                                     |
| 9 februari 2003 13:00 Jules Ottenstadion Gent (Gentbrugge) Ref.: Peter Vervecken Toeschouwers: 10.250                |                                                                                         | 0 – 1 0 – 2                                           | 7' De Boeck 68' Mornar                                      | Zitka Crasson, De Boeck , Ilić, Deschacht Lovre, Baseggio (88' MacDonald), Hasi, Seol Mornar (85' De Bilde), Jestrović (80' Kolář) 4–4–2 vlak | 43' Baseggio 57' Hasi 81' Deschacht                                                     |
| 16 februari 2003 15:00 Constant Vanden Stockstadion Brussel (Anderlecht) Ref.: Eddie Vermeirsch Toeschouwers: 22.464 | Anderlecht                                                                              | 4 – 1                                                 | Antwerp                                                     | Zitka Crasson , Tihinen, Ilić (85' Doll), Deschacht Lovre, Hasi, Vanderhaeghe, Seol (75' Kolář) Mornar (67' Aruna), Jestrović 4–4–2 vlak |                                                                                         |
| 16 februari 2003 15:00 Constant Vanden Stockstadion Brussel (Anderlecht) Ref.: Eddie Vermeirsch Toeschouwers: 22.464 | Jestrović 14' Tihinen 22' Jestrović 45' Jestrović 58' (pen)                             | 1 – 0 2 – 0 3 – 0 3 – 1 4 – 1                         | 54' Goots                                                   | Zitka Crasson , Tihinen, Ilić (85' Doll), Deschacht Lovre, Hasi, Vanderhaeghe, Seol (75' Kolář) Mornar (67' Aruna), Jestrović 4–4–2 vlak |                                                                                         |
| 23 februari 2003 20:00 Le Cannonier Moeskroen Ref.: Johan Verbist Toeschouwers: 12.500                               | Excelsior Moeskroen                                                                     | 1 – 0                                                 | Anderlecht                                                  | Zitka Crasson, De Boeck , Tihinen, Deschacht (78' Seol) Mornar, Baseggio, Vanderhaeghe, Kolář Aruna, Jestrović 4–4–2 vlak | 34' Jestrović 44' De Boeck 55' Vanderhaeghe                                             |
| 23 februari 2003 20:00 Le Cannonier Moeskroen Ref.: Johan Verbist Toeschouwers: 12.500                               | Mpenza 24'                                                                              | 1 – 0                                                 |                                                             | Zitka Crasson, De Boeck , Tihinen, Deschacht (78' Seol) Mornar, Baseggio, Vanderhaeghe, Kolář Aruna, Jestrović 4–4–2 vlak | 34' Jestrović 44' De Boeck 55' Vanderhaeghe                                             |
| 2 maart 2003 20:00 Constant Vanden Stockstadion Brussel (Anderlecht) Ref.: Claude Bourdouxhe Toeschouwers: 22.642    | Anderlecht                                                                              | 2 – 0                                                 | Sporting Charleroi                                          | Zitka Doll, De Boeck , Tihinen, Deschacht Lovre, Baseggio (79' Seol), Vanderhaeghe (19' Junior), Kolář Aruna, Jestrović (68' Mornar) 4–4–2 vlak |                                                                                         |
| 2 maart 2003 20:00 Constant Vanden Stockstadion Brussel (Anderlecht) Ref.: Claude Bourdouxhe Toeschouwers: 22.642    | Baseggio 44' Jestrović 67'                                                              | 1 – 0 2 – 0                                           |                                                             | Zitka Doll, De Boeck , Tihinen, Deschacht Lovre, Baseggio (79' Seol), Vanderhaeghe (19' Junior), Kolář Aruna, Jestrović (68' Mornar) 4–4–2 vlak |                                                                                         |
| 9 maart 2003 20:00 Fenixstadion Genk Ref.: Peter Vervecken Toeschouwers: 24.749                                      | KRC Genk                                                                                | 0 – 1                                                 | Anderlecht                                                  | Zitka Doll, De Boeck , Tihinen, Deschacht Lovre, Baseggio, Junior, Kolář (86' Seol) Aruna, Jestrović 4–4–2 vlak | 47' Lovre 69' Junior                                                                    |
| 9 maart 2003 20:00 Fenixstadion Genk Ref.: Peter Vervecken Toeschouwers: 24.749                                      |                                                                                         | 0 – 1                                                 | 72' Jestrović                                               | Zitka Doll, De Boeck , Tihinen, Deschacht Lovre, Baseggio, Junior, Kolář (86' Seol) Aruna, Jestrović 4–4–2 vlak | 47' Lovre 69' Junior                                                                    |
| 16 maart 2002 20:00 Charles Tondreaustadion Bergen Ref.: Paul Allaerts Toeschouwers: 10.000                          | Bergen                                                                                  | 1 – 2                                                 | Anderlecht                                                  | Zitka Doll, De Boeck , Tihinen, Deschacht Hasi (46' Seol), Junior Aruna (89' Żewłakow), Baseggio, Kolář Jestrović (84' Mornar) 4–2–3–1 | 36' Hasi                                                                                |
| 16 maart 2002 20:00 Charles Tondreaustadion Bergen Ref.: Paul Allaerts Toeschouwers: 10.000                          | Doll 36' (e.d.)                                                                         | 1 – 0 1 – 1 1 – 2                                     | 56' Jestrović 69' Seol                                      | Zitka Doll, De Boeck , Tihinen, Deschacht Hasi (46' Seol), Junior Aruna (89' Żewłakow), Baseggio, Kolář Jestrović (84' Mornar) 4–2–3–1 | 36' Hasi                                                                                |
| 23 maart 2003 20:00 Constant Vanden Stockstadion Brussel (Anderlecht) Ref.: Johan Verbist Toeschouwers: 26.516       | Anderlecht                                                                              | 5 – 1                                                 | Club Brugge                                                 | Zitka Doll, De Boeck , Tihinen, Deschacht Lovre (83' Żewłakow), Baseggio, Junior, Kolář (81' Seol) Aruna, Jestrović (85' Mornar) 4–4–2 vlak RSC Anderlecht en Club Brugge speelden in uniek thuistenue met opschrift Go for FAIR PLAY naar aanleiding van een fair play-actie van de Belgische voetbalbond. |                                                                                         |
| 23 maart 2003 20:00 Constant Vanden Stockstadion Brussel (Anderlecht) Ref.: Johan Verbist Toeschouwers: 26.516       | Lovre 26' Jestrović 42' Jestrović 43' (pen) Junior 58' Aruna 71'                        | 1 – 0 1 – 1 2 – 1 3 – 1 4 – 1 5 – 1                   | 35' Čeh                                                     | Zitka Doll, De Boeck , Tihinen, Deschacht Lovre (83' Żewłakow), Baseggio, Junior, Kolář (81' Seol) Aruna, Jestrović (85' Mornar) 4–4–2 vlak RSC Anderlecht en Club Brugge speelden in uniek thuistenue met opschrift Go for FAIR PLAY naar aanleiding van een fair play-actie van de Belgische voetbalbond. |                                                                                         |
| 6 april 2003 20:00 Herman Vanderpoortenstadion Lier Ref.: Eddie Vermeirsch Toeschouwers: 13.200                      | Lierse                                                                                  | 0 – 1                                                 | Anderlecht                                                  | Zitka Doll, De Boeck , Tihinen, Deschacht Lovre, Baseggio, Hasi, Kolář (83' Żewłakow) Aruna, Jestrović (72' Seol) 4–4–2 vlak | 19' Hasi                                                                                |
| 6 april 2003 20:00 Herman Vanderpoortenstadion Lier Ref.: Eddie Vermeirsch Toeschouwers: 13.200                      |                                                                                         | 0 – 1                                                 | 14' Aruna                                                   | Zitka Doll, De Boeck , Tihinen, Deschacht Lovre, Baseggio, Hasi, Kolář (83' Żewłakow) Aruna, Jestrović (72' Seol) 4–4–2 vlak | 19' Hasi                                                                                |
| 19 april 2003 20:00 Constant Vanden Stockstadion Brussel (Anderlecht) Ref.: Claude Bourdouxhe Toeschouwers: 23.971   | Anderlecht                                                                              | 2 – 0                                                 | STVV                                                        | Zitka Doll, De Boeck , Ilić, Deschacht Lovre (82' Żewłakow), Baseggio, Hasi, Kolář (78' Seol) Aruna, Jestrović (86' Mornar) 4–4–2 vlak |                                                                                         |
| 19 april 2003 20:00 Constant Vanden Stockstadion Brussel (Anderlecht) Ref.: Claude Bourdouxhe Toeschouwers: 23.971   | 59' Baseggio 66' Aruna                                                                  | 1 – 0 2 – 0                                           |                                                             | Zitka Doll, De Boeck , Ilić, Deschacht Lovre (82' Żewłakow), Baseggio, Hasi, Kolář (78' Seol) Aruna, Jestrović (86' Mornar) 4–4–2 vlak |                                                                                         |
| 27 april 2002 20:00 Daknamstadion Lokeren (Daknam) Ref.: Johan Verbist Toeschouwers: 10.000                          | Lokeren SNW                                                                             | 0 – 5                                                 | Anderlecht                                                  | Zitka Doll, De Boeck , Ilić, Deschacht Lovre (76' Hendrikx), Baseggio (80' Żewłakow), Hasi, Seol Aruna (78' Mornar), Jestrović 4–4–2 vlak | 14' Hasi 55' Lovre                                                                      |
| 27 april 2002 20:00 Daknamstadion Lokeren (Daknam) Ref.: Johan Verbist Toeschouwers: 10.000                          |                                                                                         | 0 – 1 0 – 2 0 – 3 0 – 4 0 – 5                         | 6' Jestrović 40' Aruna 66' Seol 71' Jestrović 72' Jestrović | Zitka Doll, De Boeck , Ilić, Deschacht Lovre (76' Hendrikx), Baseggio (80' Żewłakow), Hasi, Seol Aruna (78' Mornar), Jestrović 4–4–2 vlak | 14' Hasi 55' Lovre                                                                      |
| 4 mei 2003 20:00 Constant Vanden Stockstadion Brussel (Anderlecht) Ref.: Serge Gumienny Toeschouwers: 23.022         | Anderlecht                                                                              | 4 – 0                                                 | Germinal Beerschot                                          | Zitka Doll, De Boeck , Ilić, Deschacht Lovre, Baseggio (74' Żewłakow), De Man, Kolář (62' Seol) Aruna, Jestrović 4–4–2 vlak |                                                                                         |
| 4 mei 2003 20:00 Constant Vanden Stockstadion Brussel (Anderlecht) Ref.: Serge Gumienny Toeschouwers: 23.022         | Jestrović 1' De Boeck 30' Jestrović 49' Aruna 78'                                       | 1 – 0 2 – 0 3 – 0 4 – 0                               |                                                             | Zitka Doll, De Boeck , Ilić, Deschacht Lovre, Baseggio (74' Żewłakow), De Man, Kolář (62' Seol) Aruna, Jestrović 4–4–2 vlak |                                                                                         |
| geen Soevereinstadion Lommel Ref.: geen Toeschouwers: geen                                                           | Lommel                                                                                  | 0 – 0                                                 | Anderlecht                                                  | Geen opstelling beschikbaar; wedstrijd niet gespeeld wegens forfait Lommel |                                                                                         |
| geen Soevereinstadion Lommel Ref.: geen Toeschouwers: geen                                                           | geen                                                                                    |                                                       | geen                                                        | Geen opstelling beschikbaar; wedstrijd niet gespeeld wegens forfait Lommel |                                                                                         |
| 17 mei 2003 20:00 Constant Vanden Stockstadion Brussel (Anderlecht) Ref.: Peter Vervecken Toeschouwers: 23.925       | Anderlecht                                                                              | 1 – 0                                                 | La Louvière                                                 | Zitka Żewłakow (73' Crasson), Doll, Ilić, Deschacht Lovre, Hasi (67' Mornar) Aruna, Baseggio , Kolář (67' Seol) Jestrović 4–2–3–1 | Deschacht Baseggio                                                                      |
| 17 mei 2003 20:00 Constant Vanden Stockstadion Brussel (Anderlecht) Ref.: Peter Vervecken Toeschouwers: 23.925       | Jestrović 18' (pen)                                                                     | 1 – 0                                                 |                                                             | Zitka Żewłakow (73' Crasson), Doll, Ilić, Deschacht Lovre, Hasi (67' Mornar) Aruna, Baseggio , Kolář (67' Seol) Jestrović 4–2–3–1 | Deschacht Baseggio                                                                      |
| 25 mei 2003 15:00 Freethielstadion Beveren-Waas Ref.: Eric Blareau Toeschouwers: 7.000                               | KSK Beveren                                                                             | 3 – 0                                                 | Anderlecht                                                  | Zitka Żewłakow, Doll (72' Traoré), Tihinen, Ilić Lovre, Hasi (46' Mornar) Aruna, Baseggio , Kolář (72' MacDonald) Jestrović 4–2–3–1 | 25' Aruna 34' Baseggio 59' Jestrović 67' Doll                                           |
| 25 mei 2003 15:00 Freethielstadion Beveren-Waas Ref.: Eric Blareau Toeschouwers: 7.000                               | Zézéto 12' Yapi Yapo 44' Lardenoit 78'                                                  | 1 – 0 2 – 0 3 – 0                                     |                                                             | Zitka Żewłakow, Doll (72' Traoré), Tihinen, Ilić Lovre, Hasi (46' Mornar) Aruna, Baseggio , Kolář (72' MacDonald) Jestrović 4–2–3–1 | 25' Aruna 34' Baseggio 59' Jestrović 67' Doll                                           |

### Overzicht
De wedstrijd op de 14e speeldag (Anderlecht-Lommel SK) eindigde in een 2-1 zege voor Anderlecht. Het duel werd achteraf ingetrokken omdat Lommel wegens financiële problemen werd opgedoekt. De op twee na laatste speeldag kwam Anderlecht niet in actie, normaliter moest paars-wit het dan opnieuw opnemen tegen Lommel. Anderlecht eindigde het seizoen dus met 74 punten, maar zag er daar 3 van verdwijnen.
| Speeldag  | 1 | 2 | 3 | 4  | 5  | 6  | 7  | 8  | 9  | 10 | 11 | 12 | 13 | 14 | 15 | 16 | 17 | 18 | 19 | 20 | 21 | 22 | 23 | 24 | 25 | 26 | 27 | 28 | 29 | 30 | 31 | 32 | 33 | 34 |
| --------- | - | - | - | -- | -- | -- | -- | -- | -- | -- | -- | -- | -- | -- | -- | -- | -- | -- | -- | -- | -- | -- | -- | -- | -- | -- | -- | -- | -- | -- | -- | -- | -- | -- |
| Resultaat | w | w | w | g  | v  | w  | w  | g  | w  | v  | v  | w  | w  | w  | v  | w  | w  | v  | w  | w  | w  | v  | w  | w  | w  | w  | w  | w  | w  | w  | w  | *  | w  | v  |
| Punten    | 3 | 6 | 9 | 10 | 10 | 13 | 16 | 17 | 20 | 20 | 20 | 23 | 26 | 29 | 29 | 32 | 35 | 35 | 38 | 41 | 44 | 44 | 47 | 50 | 53 | 56 | 59 | 62 | 65 | 68 | 71 | *  | 74 | 74 |

### Uitrustingen
| WES (uit) | MEC (thuis) | STA (uit) | GNT (thuis) | ANT (uit) | MOE (thuis) | CHA (uit) | GNK (thuis) | BER (thuis) | CLUB (uit) |

| LIE (thuis) | STVV (uit) | LOK (thuis) | GBA (uit) | LOM (thuis) | LaL (uit) | BEV (thuis) | WES (thuis) | MEC (uit) | STA (thuis) |

| GNT (uit) | ANT (thuis) | MOE (uit) | CHA (thuis) | GNK (uit) | BER (uit) | CLUB (thuis) | LIE (uit) | STVV (thuis) | LOK (uit) |

| GBA (thuis) | LaL (thuis) | BEV (uit) |

### Klassement
|         |    |                    | P  | W  | G | V  | +  | -  | DS  | Ptn |
| ------- | -- | ------------------ | -- | -- | - | -- | -- | -- | --- | --- |
| K (CL)  | 1  | Club Brugge        | 32 | 25 | 4 | 3  | 96 | 33 | +63 | 79  |
| (CL)    | 2  | Anderlecht         | 32 | 23 | 2 | 7  | 72 | 33 | +39 | 71  |
| (UEFA)  | 3  | Lokeren            | 32 | 18 | 6 | 8  | 69 | 51 | +18 | 60  |
|         | 4  | Sint-Truiden       | 32 | 16 | 8 | 8  | 63 | 44 | +19 | 56  |
|         | 5  | Lierse             | 32 | 16 | 8 | 8  | 51 | 41 | +10 | 56  |
|         | 6  | Genk               | 32 | 16 | 7 | 9  | 73 | 52 | +21 | 55  |
|         | 7  | Standard Luik      | 32 | 14 | 8 | 10 | 53 | 39 | +14 | 50  |
|         | 8  | AA Gent            | 32 | 15 | 2 | 15 | 49 | 55 | −6  | 47  |
|         | 9  | Mons               | 32 | 13 | 4 | 15 | 45 | 45 | +0  | 43  |
|         | 10 | Westerlo           | 32 | 12 | 4 | 16 | 39 | 46 | −7  | 40  |
|         | 11 | Beveren            | 32 | 12 | 2 | 18 | 52 | 69 | −17 | 38  |
|         | 12 | Antwerp            | 32 | 9  | 7 | 16 | 44 | 55 | −11 | 34  |
|         | 13 | Moeskroen          | 32 | 9  | 5 | 18 | 42 | 72 | −30 | 32  |
|         | 14 | Germinal Beerschot | 32 | 8  | 7 | 17 | 49 | 57 | −8  | 31  |
| (beker) | 15 | Louvière           | 32 | 7  | 9 | 16 | 34 | 44 | −10 | 30  |
|         | 16 | Charleroi          | 32 | 6  | 9 | 17 | 39 | 66 | −27 | 27  |
| D       | 17 | KV Mechelen        | 32 | 4  | 6 | 22 | 18 | 86 | −68 | 18  |
| /       | /  | Lommel             | 0  | 0  | 0 | 0  | 0  | 0  | 0   | 0   |

P: wedstrijden gespeeld, W: wedstrijden gewonnen, G: gelijke spelen, V: wedstrijden verloren, +: gescoorde doelpunten, -: doelpunten tegen, DS: doelsaldo, Ptn: totaal punten
K: kampioen, D: degradeert, (beker): bekerwinnaar, (CL): geplaatst voor Champions League, (UEFA): geplaatst voor UEFA-beker

## UEFA Cup

### Eerste ronde (heen)
|                                         |                |                |               |                                                                                         |
| 19 september 2002 Eerste ronde UEFA Cup | RSC Anderlecht | 0 – 1          | Stabæk        | Constant Vanden Stockstadion, Anderlecht Toeschouwers: 20.937 Scheidsrechter: Meir Levi |
| 19 september 2002 Eerste ronde UEFA Cup |                | Wedstrijdfiche | 10' Michelsen | Constant Vanden Stockstadion, Anderlecht Toeschouwers: 20.937 Scheidsrechter: Meir Levi |

| Anderlecht | Stabæk |

| Anderlecht (4–2–3–1): |    |                   |     |
|                       |    |                   |     |
| GK                    | 25 | Daniel Zitka      |     |
| RB                    | 14 | Marc Hendrikx     |     |
| CB                    | 5  | Glen De Boeck     |     |
| CB                    | 30 | Hannu Tihinen     |     |
| LB                    | 6  | Michał Żewłakow   |     |
| CM                    | 4  | Yves Vanderhaeghe |     |
| CM                    | 15 | Besnik Hasi       | 66' |
| RM                    | 19 | Ivica Mornar      | 79' |
| AM                    | 10 | Walter Baseggio   |     |
| LM                    | 18 | Seol Ki-hyeon     |     |
| CF                    | 9  | Clayton Zane      | 19' |
| Wisselspelers:        |    |                   |     |
|                       |    |                   |     |
| FW                    | 20 | Gilles De Bilde   | 66' |
| DF                    | 16 | Bertrand Crasson  | 79' |
| Coach:                |    |                   |     |
| Hugo Broos            |    |                   |     |

| Stabæk (4–4–2): |    |                       |     |
|                 |    |                       |     |
| GK              | 1  | Jon Knudsen           |     |
| RB              | 4  | Mike Kjölo            |     |
| CB              | 16 | Christian Holter      |     |
| CB              | 2  | André Muri            |     |
| LB              | 6  | Tom Stenvoll          |     |
| RM              | 9  | Christian Wilhelmsson |     |
| CM              | 20 | Inge André Olsen      | 84' |
| CM              | 13 | Christian Michelsen   |     |
| LM              | 21 | Tommy Stenersen       | 88' |
| RF              | 11 | Tryggvi Guðmundsson   | 40' |
| LF              | 10 | Marel Baldvinsson     | 90' |
| Wisselspelers:  |    |                       |     |
|                 |    |                       |     |
| MF              | 17 | Peter Sand            | 84' |
| FW              | 18 | Thomas Finstad        | 90' |
| Coach:          |    |                       |     |
| Gaute Larsen    |    |                       |     |

### Eerste ronde (terug)
|                                      |                |                |                             |                                                                            |
| 3 oktober 2002 Eerste ronde UEFA Cup | Stabæk         | 1 – 2          | RSC Anderlecht              | Ullevaalstadion, Oslo Toeschouwers: 5.590 Scheidsrechter: Miroslav Radoman |
| 3 oktober 2002 Eerste ronde UEFA Cup | 5' Wilhelmsson | Wedstrijdfiche | 13' De Bilde 56' Mac-Donald | Ullevaalstadion, Oslo Toeschouwers: 5.590 Scheidsrechter: Miroslav Radoman |

| Stabæk | Anderlecht |

| Stabæk (4–4–2): |    |                       |       |
|                 |    |                       |       |
| GK              | 1  | Jon Knudsen           |       |
| RB              | 4  | Mike Kjölo            | 75'   |
| CB              | 16 | Christian Holter      |       |
| CB              | 2  | André Muri            |       |
| LB              | 6  | Tom Stenvoll          | 90+2' |
| RM              | 9  | Christian Wilhelmsson |       |
| CM              | 17 | Peter Sand            | 36'   |
| CM              | 13 | Christian Michelsen   |       |
| LM              | 21 | Tommy Stenersen       |       |
| RF              | 11 | Tryggvi Guðmundsson   | 90+1' |
| LF              | 10 | Marel Baldvinsson     |       |
| Wisselspelers:  |    |                       |       |
|                 |    |                       |       |
| FW              | 18 | Thomas Finstad        | 75'   |
| Coach:          |    |                       |       |
| Gaute Larsen    |    |                       |       |

| Anderlecht (4–4–2): |    |                     |       |
|                     |    |                     |       |
| GK                  | 1  | Filip De Wilde      |       |
| RB                  | 14 | Marc Hendrikx       | 85'   |
| CB                  | 5  | Glen De Boeck       |       |
| CB                  | 30 | Hannu Tihinen       | 90+2' |
| LB                  | 6  | Michał Żewłakow     |       |
| RM                  | 35 | Sherjill Mac-Donald | 81'   |
| CM                  | 10 | Walter Baseggio     | 90+1' |
| CM                  | 4  | Yves Vanderhaeghe   | 63'   |
| LM                  | 18 | Seol Ki-hyeon       |       |
| RF                  | 20 | Gilles De Bilde     | 74'   |
| LF                  | 9  | Clayton Zane        | 54'   |
| Wisselspelers:      |    |                     |       |
|                     |    |                     |       |
| MF                  | 11 | Martin Kolář        | 54'   |
| DF                  | 16 | Bertrand Crasson    | 74'   |
| FW                  | 26 | Aruna Dindane       | 81'   |
| Coach:              |    |                     |       |
| Hugo Broos          |    |                     |       |

### Tweede ronde (heen)
|                                       |                                    |                |                |                                                                                             |
| 31 oktober 2002 Tweede ronde UEFA Cup | RSC Anderlecht                     | 3 – 1          | FC Midtjylland | Constant Vanden Stockstadion, Anderlecht Toeschouwers: 16.000 Scheidsrechter: António Costa |
| 31 oktober 2002 Tweede ronde UEFA Cup | 55', 61' (pen) Jestrović 71' Aruna | Wedstrijdfiche | 80' Kristensen | Constant Vanden Stockstadion, Anderlecht Toeschouwers: 16.000 Scheidsrechter: António Costa |

| Anderlecht | Midtjylland |

| Anderlecht (4–4–2): |    |                     |         |
|                     |    |                     |         |
| GK                  | 25 | Daniel Zitka        |         |
| RB                  | 14 | Marc Hendrikx       |         |
| CB                  | 30 | Hannu Tihinen       |         |
| CB                  | 5  | Glen De Boeck       |         |
| LB                  | 2  | Aleksandar Ilić     |         |
| RM                  | 26 | Aruna Dindane       |         |
| CM                  | 10 | Walter Baseggio     | 84'     |
| CM                  | 4  | Yves Vanderhaeghe   |         |
| LM                  | 18 | Seol Ki-hyeon       |         |
| RF                  | 20 | Gilles De Bilde     | 80'     |
| LF                  | 8  | Nenad Jestrović     | 54' 75' |
| Wisselspelers:      |    |                     |         |
|                     |    |                     |         |
| FW                  | 35 | Sherjill Mac-Donald | 75'     |
| FW                  | 9  | Clayton Zane        | 80'     |
| MF                  | 15 | Besnik Hasi         | 84'     |
| Coach:              |    |                     |         |
| Hugo Broos          |    |                     |         |

| Midtjylland (4–4–2): |    |                   |     |
|                      |    |                   |     |
| GK                   | 1  | Peter Skov-Jensen |     |
| RB                   | 13 | Jens Jessen       | 42' |
| CB                   | 2  | Martin Nielsen    |     |
| CB                   | 6  | Søren Skriver     |     |
| LB                   | 12 | Jesper Mikkelsen  | 32' |
| RM                   | 9  | Kenneth From      |     |
| CM                   | 8  | Thomas Thomasberg | 61' |
| CM                   | 19 | Mikkel Jensen     |     |
| LM                   | 11 | Christian Magleby |     |
| RF                   | 27 | Razak Pimpong     |     |
| LF                   | 23 | Frank Kristensen  |     |
| Wisselspelers:       |    |                   |     |
|                      |    |                   |     |
| MF                   | 7  | Claus Madsen      | 32' |
| MF                   | 4  | Thomas Rathe      | 61' |
| Coach:               |    |                   |     |
| Troels Bech          |    |                   |     |

### Tweede ronde (terug)
|                                        |                |                |                                  |                                                                             |
| 14 november 2002 Tweede ronde UEFA Cup | FC Midtjylland | 0 – 3          | RSC Anderlecht                   | Mascot Park, Silkeborg Toeschouwers: 4.464 Scheidsrechter: Fiorenzo Treossi |
| 14 november 2002 Tweede ronde UEFA Cup |                | Wedstrijdfiche | 18' Seol 83' Jestrović 89' Aruna | Mascot Park, Silkeborg Toeschouwers: 4.464 Scheidsrechter: Fiorenzo Treossi |

| Midtjylland | Anderlecht |

| Midtjylland (4–4–2): |    |                   |     |
|                      |    |                   |     |
| GK                   | 1  | Peter Skov-Jensen |     |
| RB                   | 13 | Jens Jessen       |     |
| CB                   | 2  | Martin Nielsen    |     |
| CB                   | 6  | Søren Skriver     |     |
| LB                   | 12 | Jesper Mikkelsen  | 57' |
| RM                   | 7  | Claus Madsen      |     |
| CM                   | 8  | Thomas Thomasberg | 46' |
| CM                   | 19 | Mikkel Jensen     | 35' |
| LM                   | 11 | Christian Magleby | 67' |
| RF                   | 10 | Bo Hansen         |     |
| LF                   | 23 | Frank Kristensen  |     |
| Wisselspelers:       |    |                   |     |
|                      |    |                   |     |
| MF                   | 4  | Thomas Rathe      | 35' |
| FW                   | 27 | Razak Pimpong     | 46' |
| MF                   | 9  | Kenneth From      | 57' |
| Coach:               |    |                   |     |
| Troels Bech          |    |                   |     |

| Anderlecht (4–2–3–1): |    |                   |     |
|                       |    |                   |     |
| GK                    | 25 | Daniel Zitka      |     |
| RB                    | 16 | Bertrand Crasson  |     |
| CB                    | 5  | Glen De Boeck     |     |
| CB                    | 30 | Hannu Tihinen     |     |
| LB                    | 2  | Aleksandar Ilić   |     |
| CM                    | 4  | Yves Vanderhaeghe |     |
| CM                    | 6  | Michał Żewłakow   |     |
| RM                    | 26 | Aruna Dindane     |     |
| AM                    | 10 | Walter Baseggio   |     |
| LM                    | 18 | Seol Ki-hyeon     | 81' |
| CF                    | 20 | Gilles De Bilde   | 73' |
| Wisselspelers:        |    |                   |     |
|                       |    |                   |     |
| MF                    | 14 | Marc Hendrikx     | 73' |
| FW                    | 8  | Nenad Jestrović   | 81' |
| Coach:                |    |                   |     |
| Hugo Broos            |    |                   |     |

### Derde ronde (heen)
|                                       |                       |                |                         |                                                                                  |
| 28 november 2002 Derde ronde UEFA Cup | Girondins de Bordeaux | 0 – 2          | RSC Anderlecht          | Stade Chaban-Delmas, Bordeaux Toeschouwers: 12.150 Scheidsrechter: Konrad Plautz |
| 28 november 2002 Derde ronde UEFA Cup |                       | Wedstrijdfiche | 9' Jestrović 90+1' Hasi | Stade Chaban-Delmas, Bordeaux Toeschouwers: 12.150 Scheidsrechter: Konrad Plautz |

| Bordeaux | Anderlecht |

| Bordeaux (4–4–2): |    |                         |     |
|                   |    |                         |     |
| GK                | 16 | Ulrich Ramé             |     |
| RB                | 3  | Marco Caneira           |     |
| CB                | 27 | Marc Planus             |     |
| CB                | 15 | David Sommeil           |     |
| LB                | 19 | Bruno Basto             |     |
| RM                | 14 | Pascal Feindouno        |     |
| CM                | 8  | Aleksej Smertin         |     |
| CM                | 7  | Eduardo Costa           |     |
| LM                | 21 | Christophe Dugarry      | 44' |
| RF                | 22 | Pedro Pauleta           |     |
| LF                | 18 | Jean-Claude Darcheville | 85' |
| Wisselspelers:    |    |                         |     |
|                   |    |                         |     |
| MF                | 10 | Camel Meriem            | 85' |
| Coach:            |    |                         |     |
| Élie Baup         |    |                         |     |

| Anderlecht (4–2–3–1): |    |                   |         |
|                       |    |                   |         |
| GK                    | 25 | Daniel Zitka      |         |
| RB                    | 16 | Bertrand Crasson  | 43' 62' |
| CB                    | 5  | Glen De Boeck     |         |
| CB                    | 30 | Hannu Tihinen     |         |
| LB                    | 2  | Aleksandar Ilić   |         |
| CM                    | 4  | Yves Vanderhaeghe |         |
| CM                    | 6  | Michał Żewłakow   | 85'     |
| RM                    | 26 | Aruna Dindane     | 45'     |
| AM                    | 10 | Walter Baseggio   |         |
| LM                    | 18 | Seol Ki-hyeon     | 62'     |
| CF                    | 8  | Nenad Jestrović   | 74'     |
| Wisselspelers:        |    |                   |         |
|                       |    |                   |         |
| DF                    | 34 | Lamine Traoré     | 62'     |
| MF                    | 14 | Marc Hendrikx     | 74'     |
| MF                    | 15 | Besnik Hasi       | 85'     |
| Coach:                |    |                   |         |
| Hugo Broos            |    |                   |         |

### Derde ronde (terug)
|                                       |                         |                |                        |                                                                                            |
| 12 december 2002 Derde ronde UEFA Cup | RSC Anderlecht          | 2 – 2          | Girondins de Bordeaux  | Constant Vanden Stockstadion, Anderlecht Toeschouwers: 17.721 Scheidsrechter: Michal Beneš |
| 12 december 2002 Derde ronde UEFA Cup | 28' Aruna 68' Jestrović | Wedstrijdfiche | 82', 90+2' Darcheville | Constant Vanden Stockstadion, Anderlecht Toeschouwers: 17.721 Scheidsrechter: Michal Beneš |

| Anderlecht | Bordeaux |

| Anderlecht (4–2–3–1): |    |                   |         |
|                       |    |                   |         |
| GK                    | 25 | Daniel Zitka      |         |
| RB                    | 16 | Bertrand Crasson  | 57' 84' |
| CB                    | 30 | Hannu Tihinen     |         |
| CB                    | 5  | Glen De Boeck     |         |
| LB                    | 2  | Aleksandar Ilić   |         |
| CM                    | 4  | Yves Vanderhaeghe |         |
| CM                    | 6  | Michał Żewłakow   |         |
| RM                    | 26 | Aruna Dindane     | 76'     |
| AM                    | 10 | Walter Baseggio   | 81'     |
| LM                    | 18 | Seol Ki-hyeon     |         |
| CF                    | 8  | Nenad Jestrović   |         |
| Wisselspelers:        |    |                   |         |
|                       |    |                   |         |
| MF                    | 14 | Marc Hendrikx     | 76'     |
| MF                    | 15 | Besnik Hasi       | 81'     |
| DF                    | 34 | Lamine Traoré     | 84'     |
| Coach:                |    |                   |         |
| Hugo Broos            |    |                   |         |

| Bordeaux (4–3–3): |    |                         |     |
|                   |    |                         |     |
| GK                | 16 | Ulrich Ramé             |     |
| RB                | 2  | David Jemmali           |     |
| CB                | 4  | Kodjo Afanou            | 86' |
| CB                | 3  | Marco Caneira           |     |
| LB                | 19 | Bruno Basto             |     |
| DM                | 8  | Aleksej Smertin         |     |
| CM                | 10 | Camel Meriem            | 76' |
| CM                | 7  | Eduardo Costa           |     |
| RW                | 11 | Sávio                   |     |
| CF                | 22 | Pedro Pauleta           | 63' |
| LW                | 21 | Christophe Dugarry      |     |
| Wisselspelers:    |    |                         |     |
|                   |    |                         |     |
| FW                | 18 | Jean-Claude Darcheville | 63' |
| MF                | 14 | Pascal Feindouno        | 76' |
| DF                | 27 | Marc Planus             | 86' |
| Coach:            |    |                         |     |
| Élie Baup         |    |                         |     |

### 1/8ste finale (heen)
|                                          |                                     |                |                |                                                                                       |
| 20 februari 2003 1/8ste finales UEFA Cup | Panathinaikos                       | 3 – 0          | RSC Anderlecht | Olympisch Stadion, Athene Toeschouwers: 16.000 Scheidsrechter: Manuel Mejuto González |
| 20 februari 2003 1/8ste finales UEFA Cup | 12', 73' Olisadebe 63' Lyberopoulos | Wedstrijdfiche |                | Olympisch Stadion, Athene Toeschouwers: 16.000 Scheidsrechter: Manuel Mejuto González |

| Panathinaikos | Anderlecht |

| Panathinaikos (4–4–2): |    |                         |     |
|                        |    |                         |     |
| GK                     | 1  | Antonis Nikopolidis     |     |
| RB                     | 5  | Giourkas Seitaridis     |     |
| CB                     | 2  | René Henriksen          |     |
| CB                     | 16 | Sotirios Kyrgiakos      |     |
| LB                     | 30 | Takis Fyssas            |     |
| RM                     | 12 | Jan Michaelsen          |     |
| CM                     | 20 | Angelos Basinas         |     |
| CM                     | 26 | Giorgos Karagounis      | 82' |
| LM                     | 11 | Joonas Kolkka           | 75' |
| RF                     | 21 | Nikos Lyberopoulos      | 87' |
| LF                     | 23 | Emmanuel Olisadebe      |     |
| Wisselspelers:         |    |                         |     |
|                        |    |                         |     |
| DF                     | 8  | Yannis Goumas           | 75' |
| MF                     | 27 | Pantelis Konstantinidis | 82' |
| FW                     | 9  | Kristof Warzycha        | 87' |
| Coach:                 |    |                         |     |
| Sergio Markarián       |    |                         |     |

| Anderlecht (4–4–2): |    |                   |         |
|                     |    |                   |         |
| GK                  | 25 | Daniel Zitka      |         |
| RB                  | 16 | Bertrand Crasson  | 33' 70' |
| CB                  | 5  | Glen De Boeck     |         |
| CB                  | 30 | Hannu Tihinen     |         |
| LB                  | 2  | Aleksandar Ilić   | 46'     |
| RM                  | 31 | Goran Lovre       |         |
| CM                  | 10 | Walter Baseggio   |         |
| CM                  | 4  | Yves Vanderhaeghe |         |
| LM                  | 14 | Marc Hendrikx     |         |
| RF                  | 18 | Seol Ki-hyeon     |         |
| LF                  | 8  | Nenad Jestrović   | 75'     |
| Wisselspelers:      |    |                   |         |
|                     |    |                   |         |
| DF                  | 12 | Olivier Doll      | 46'     |
| FW                  | 26 | Aruna Dindane     | 70'     |
| FW                  | 19 | Ivica Mornar      | 75'     |
| Coach:              |    |                   |         |
| Hugo Broos          |    |                   |         |

### 1/8ste finale (terug)
|                                          |                    |                |               |                                                                                              |
| 27 februari 2003 1/8ste finales UEFA Cup | RSC Anderlecht     | 2 – 0          | Panathinaikos | Constant Vanden Stockstadion, Anderlecht Toeschouwers: 14.000 Scheidsrechter: Herbert Fandel |
| 27 februari 2003 1/8ste finales UEFA Cup | 70', 81' Jestrović | Wedstrijdfiche |               | Constant Vanden Stockstadion, Anderlecht Toeschouwers: 14.000 Scheidsrechter: Herbert Fandel |

| Anderlecht | Panathinaikos |

| Anderlecht (4–4–2): |    |                   |         |
|                     |    |                   |         |
| GK                  | 25 | Daniel Zitka      |         |
| RB                  | 12 | Olivier Doll      |         |
| CB                  | 5  | Glen De Boeck     |         |
| CB                  | 30 | Hannu Tihinen     |         |
| LB                  | 2  | Aleksandar Ilić   |         |
| RM                  | 31 | Goran Lovre       | 52'     |
| CM                  | 10 | Walter Baseggio   |         |
| CM                  | 4  | Yves Vanderhaeghe | 73'     |
| LM                  | 11 | Martin Kolář      | 34' 81' |
| RF                  | 26 | Aruna Dindane     | 29'     |
| LF                  | 8  | Nenad Jestrović   |         |
| Wisselspelers:      |    |                   |         |
|                     |    |                   |         |
| FW                  | 18 | Seol Ki-hyeon     | 52'     |
| FW                  | 19 | Ivica Mornar      | 81'     |
| Coach:              |    |                   |         |
| Hugo Broos          |    |                   |         |

| Panathinaikos (4–4–2): |    |                         |         |
|                        |    |                         |         |
| GK                     | 1  | Antonis Nikopolidis     |         |
| RB                     | 5  | Giourkas Seitaridis     |         |
| CB                     | 4  | Leonidas Vokolos        | 43'     |
| CB                     | 16 | Sotirios Kyrgiakos      | 76'     |
| LB                     | 30 | Takis Fyssas            |         |
| RM                     | 12 | Jan Michaelsen          | 59'     |
| CM                     | 20 | Angelos Basinas         |         |
| CM                     | 8  | Yannis Goumas           |         |
| LM                     | 26 | Georgios Karagounis     | 89'     |
| RF                     | 21 | Nikos Lyberopoulos      | 35'     |
| LF                     | 23 | Emmanuel Olisadebe      | 78'     |
| Wisselspelers:         |    |                         |         |
|                        |    |                         |         |
| MF                     | 27 | Pantelis Konstantinidis | 59' 86' |
| FW                     | 19 | Michalis Konstantinou   | 78'     |
| DF                     | 15 | Daniel Šarić            | 89'     |
| Coach:                 |    |                         |         |
| Sergio Markarián       |    |                         |         |

## Beker van België

### Laatste 16
|  | 1/8e finale | 1/8e finale        | 1/8e finale       |              |                   | kwartfinale  | kwartfinale       | kwartfinale |  |  | halve finale | halve finale | halve finale    |   |  | finale | finale | finale |
|  |             |                    |                   |              |                   |              |                   |             |  |  |              |              |                 |   |  |        |        |        |
|  |             | Club Brugge        | 6                 |              |                   |              |                   |             |  |  |              |              |                 |   |  |        |        |        |
|  |             | Bocholter VV       | 1                 |              |                   |              |                   |             |  |  |              |              |                 |   |  |        |        |        |
|  |             | Bocholter VV       | 1                 |              | Club Brugge       | 3 0          |                   |             |  |  |              |              |                 |   |  |        |        |        |
|  |             |                    |                   |              | Club Brugge       | 3 0          |                   |             |  |  |              |              |                 |   |  |        |        |        |
|  |             |                    | Lommel SK         | 2            |                   |              |                   |             |  |  |              |              |                 |   |  |        |        |        |
|  |             | Lommel SK          | Lommel SK         | 2            | 2                 |              |                   |             |  |  |              |              |                 |   |  |        |        |        |
|  |             |                    |                   |              | 2                 |              |                   |             |  |  |              |              |                 |   |  |        |        |        |
|  |             | Excelsior Mouscron | 1                 |              |                   |              |                   |             |  |  |              |              |                 |   |  |        |        |        |
|  |             |                    |                   |              |                   |              | Lommel SK         | 3 0         |  |  |              |              |                 |   |  |        |        |        |
|  |             |                    |                   |              |                   |              |                   |             |  |  |              |              |                 |   |  |        |        |        |
|  |             |                    | RAA Louviéroise   | 2            |                   |              |                   |             |  |  |              |              |                 |   |  |        |        |        |
|  |             | Standard de Liège  | RAA Louviéroise   | 2            | 2                 |              |                   |             |  |  |              |              |                 |   |  |        |        |        |
|  |             |                    |                   |              | 2                 |              |                   |             |  |  |              |              |                 |   |  |        |        |        |
|  |             | Sporting Charleroi | 1                 |              |                   |              |                   |             |  |  |              |              |                 |   |  |        |        |        |
|  |             | Sporting Charleroi | 1                 |              | Standard de Liège | 3 0          |                   |             |  |  |              |              |                 |   |  |        |        |        |
|  |             |                    |                   |              | Standard de Liège | 3 0          |                   |             |  |  |              |              |                 |   |  |        |        |        |
|  |             |                    | RAA Louviéroise   | 1 2          |                   |              |                   |             |  |  |              |              |                 |   |  |        |        |        |
|  |             | KRC Genk           | RAA Louviéroise   | 1 2          | 1 (pen. 3)        |              |                   |             |  |  |              |              |                 |   |  |        |        |        |
|  |             |                    |                   |              | 1 (pen. 3)        |              |                   |             |  |  |              |              |                 |   |  |        |        |        |
|  |             | RAA Louviéroise    | 1 (pen. 4)        |              |                   |              |                   |             |  |  |              |              |                 |   |  |        |        |        |
|  |             |                    |                   |              |                   |              |                   |             |  |  |              |              | RAA Louviéroise | 3 |  |        |        |        |
|  |             |                    |                   |              |                   |              |                   |             |  |  |              |              |                 | 3 |  |        |        |        |
|  |             |                    | Sint-Truidense VV | 1            |                   |              |                   |             |  |  |              |              |                 |   |  |        |        |        |
|  |             | RSC Anderlecht     | Sint-Truidense VV | 1            | 2                 |              |                   |             |  |  |              |              |                 |   |  |        |        |        |
|  |             | RSC Anderlecht     |                   |              | 2                 |              |                   |             |  |  |              |              |                 |   |  |        |        |        |
|  |             | KV Turnhout        | 1                 |              |                   |              |                   |             |  |  |              |              |                 |   |  |        |        |        |
|  |             | KV Turnhout        | 1                 |              | RSC Anderlecht    | 1 0 (pen. 3) |                   |             |  |  |              |              |                 |   |  |        |        |        |
|  |             |                    |                   |              | RSC Anderlecht    | 1 0 (pen. 3) |                   |             |  |  |              |              |                 |   |  |        |        |        |
|  |             |                    | Sint-Truidense VV | 0 1 (pen. 4) |                   |              |                   |             |  |  |              |              |                 |   |  |        |        |        |
|  |             | Sint-Truidense VV  | Sint-Truidense VV | 0 1 (pen. 4) | 0 (pen. 4)        |              |                   |             |  |  |              |              |                 |   |  |        |        |        |
|  |             |                    |                   |              | 0 (pen. 4)        |              |                   |             |  |  |              |              |                 |   |  |        |        |        |
|  |             | Lierse SK          | 0 (pen. 3)        |              |                   |              |                   |             |  |  |              |              |                 |   |  |        |        |        |
|  |             |                    |                   |              |                   |              | Sint-Truidense VV | 1 0         |  |  |              |              |                 |   |  |        |        |        |
|  |             |                    |                   |              |                   |              |                   |             |  |  |              |              |                 |   |  |        |        |        |
|  |             |                    | GBA               | 0            |                   |              |                   |             |  |  |              |              |                 |   |  |        |        |        |
|  |             | Antwerp FC         | GBA               | 0            | 2                 |              |                   |             |  |  |              |              |                 |   |  |        |        |        |
|  |             | Antwerp FC         |                   |              | 2                 |              |                   |             |  |  |              |              |                 |   |  |        |        |        |
|  |             | RAEC Mons          | 0                 |              |                   |              |                   |             |  |  |              |              |                 |   |  |        |        |        |
|  |             | RAEC Mons          | 0                 |              | Antwerp FC        | 2 0          |                   |             |  |  |              |              |                 |   |  |        |        |        |
|  |             |                    |                   |              | Antwerp FC        | 2 0          |                   |             |  |  |              |              |                 |   |  |        |        |        |
|  |             |                    | GBA               | 1 3          |                   |              |                   |             |  |  |              |              |                 |   |  |        |        |        |
|  |             | GBA                | GBA               | 1 3          | 2                 |              |                   |             |  |  |              |              |                 |   |  |        |        |        |
|  |             | GBA                |                   |              | 2                 |              |                   |             |  |  |              |              |                 |   |  |        |        |        |
|  |             | KVC Westerlo       | 0                 |              |                   |              |                   |             |  |  |              |              |                 |   |  |        |        |        |

## Individuele prijzen
- Ebbenhouten Schoen - Aruna Dindane

## Afbeeldingen

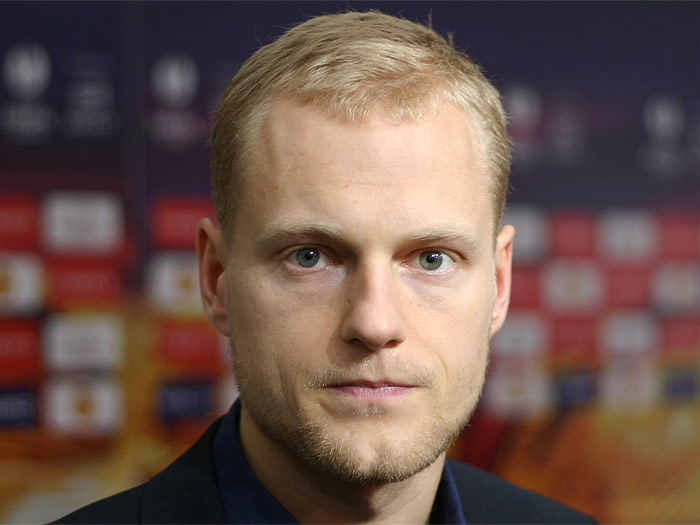
Olivier Deschacht (verdediger)
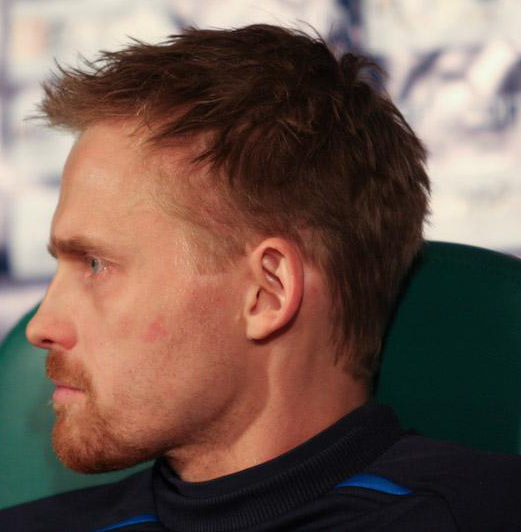
Hannu Tihinen (verdediger)
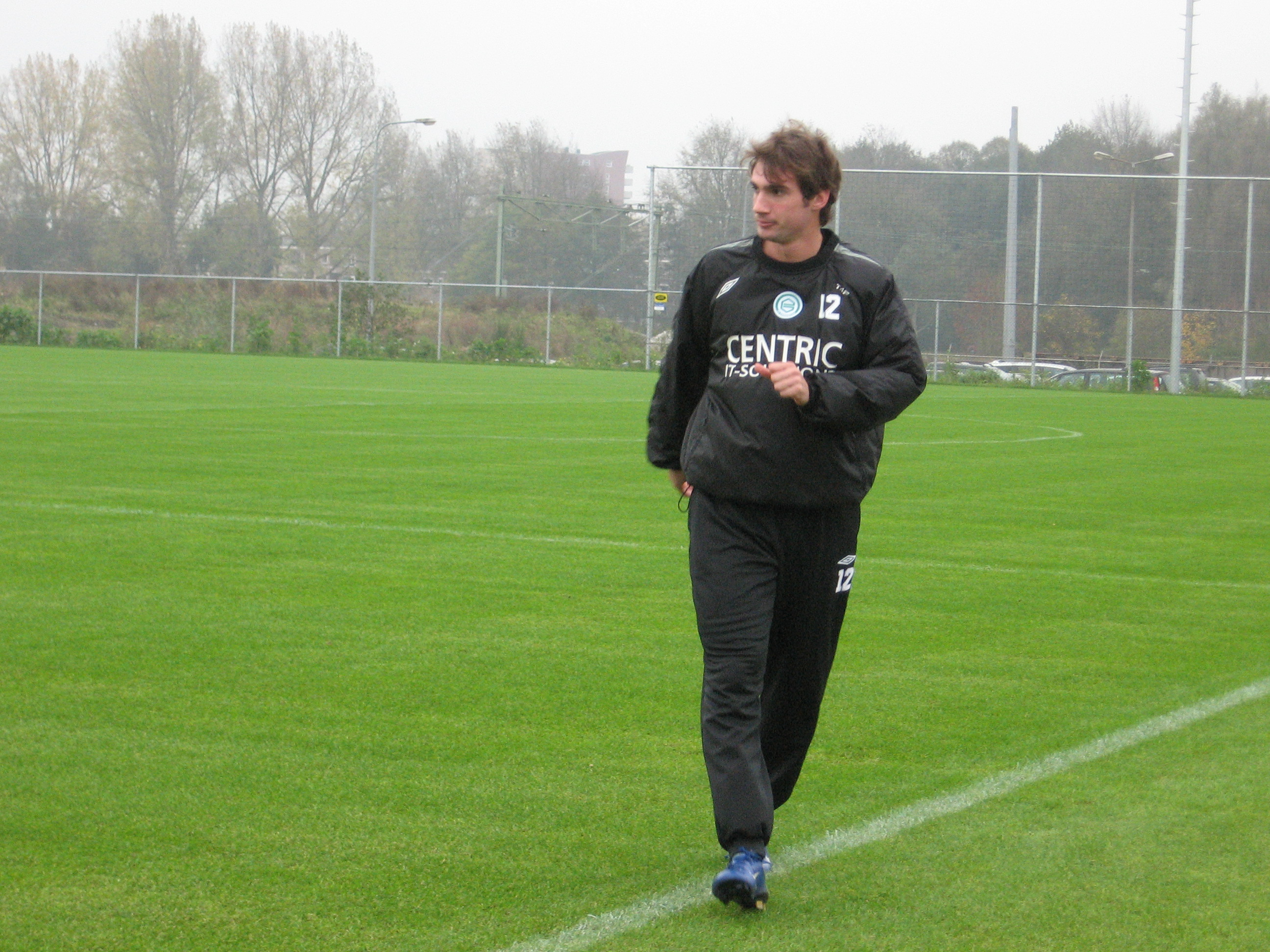
Goran Lovre (middenvelder)
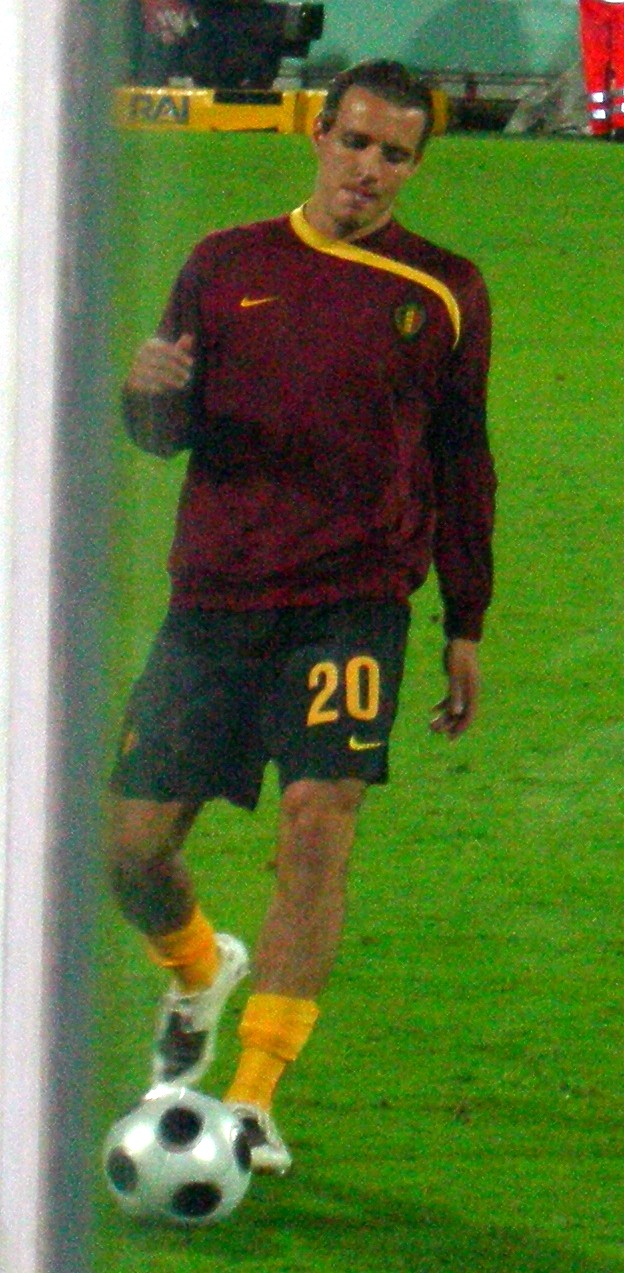
Mark De Man (middenvelder)
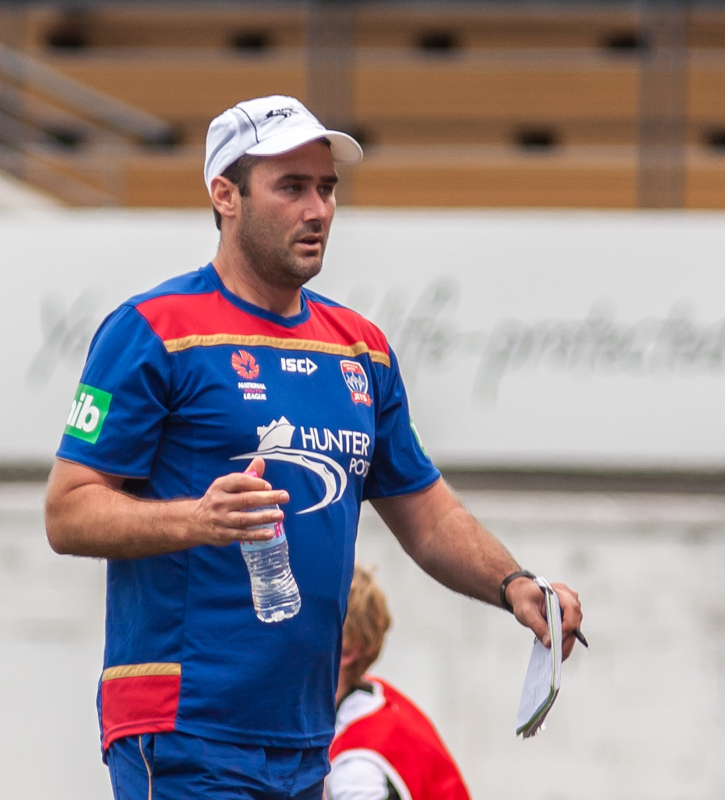
Clayton Zane (aanvaller)
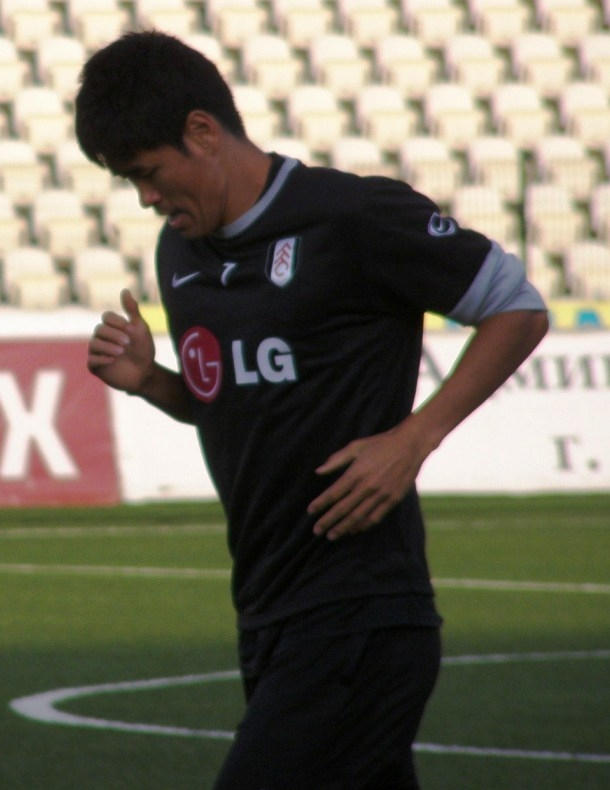
Seol Ki-Hyeon (aanvaller)
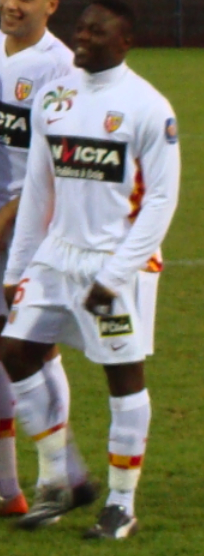
Aruna Dindane (aanvaller)